# Chèvre naine
 (avril 2021).
La chèvre naine, aussi appelée chèvre miniature, est de plus en plus présente dans les foyers comme animal de compagnie ou comme animal d'ornement. Elle est aussi utilisée pour débroussailler des parcelles de terrains un peu difficiles. Ainsi, elle mange des ronces, des plantes ligneuses, des arbustes, et même des orties lorsque celles-ci sont hautes et sèches.

## Origines
La chèvre naine est issue de croisements entre les plus petits sujets, généralement originaires du Sénégal et du Tibet où les conditions de vies difficiles (climats hostiles, nourriture rare) ont influencé sa petite taille et sa rusticité.

## Description

### Morphologie
La chèvre naine est généralement cornue, même si certains individus peuvent être naturellement sans cornes (motte).

### Poids
Variant fortement selon la taille et le gabarit de l'animal, les poids se répartissent généralement de cette manière :
- 18 à 29 kg pour les mâles ;
- 15 à 24 kg pour les femelles.

### Taille
La chèvre miniature toise généralement entre 42 et 55 cm au garrot pour les femelles et entre 47 et 60 cm au garrot pour les mâles. 
Les catégories de taille n’existent pas officiellement et correspondent souvent à une publicité mensongère conçue pour faciliter la vente de chevreaux. Ceci fait polémique même au sein de la communauté d’éleveurs. 

### Robes
Comme ce n'est pas une race reconnue, toutes les robes peuvent potentiellement être rencontrées (d'autant que les apports d'autres races sont fréquents). Les trois robes les plus fréquentes au sein de la race sont le noir, le chamoisé et le sauvage. On observe également de très nombreux individus pie et rouan.

#### Quelques exemples

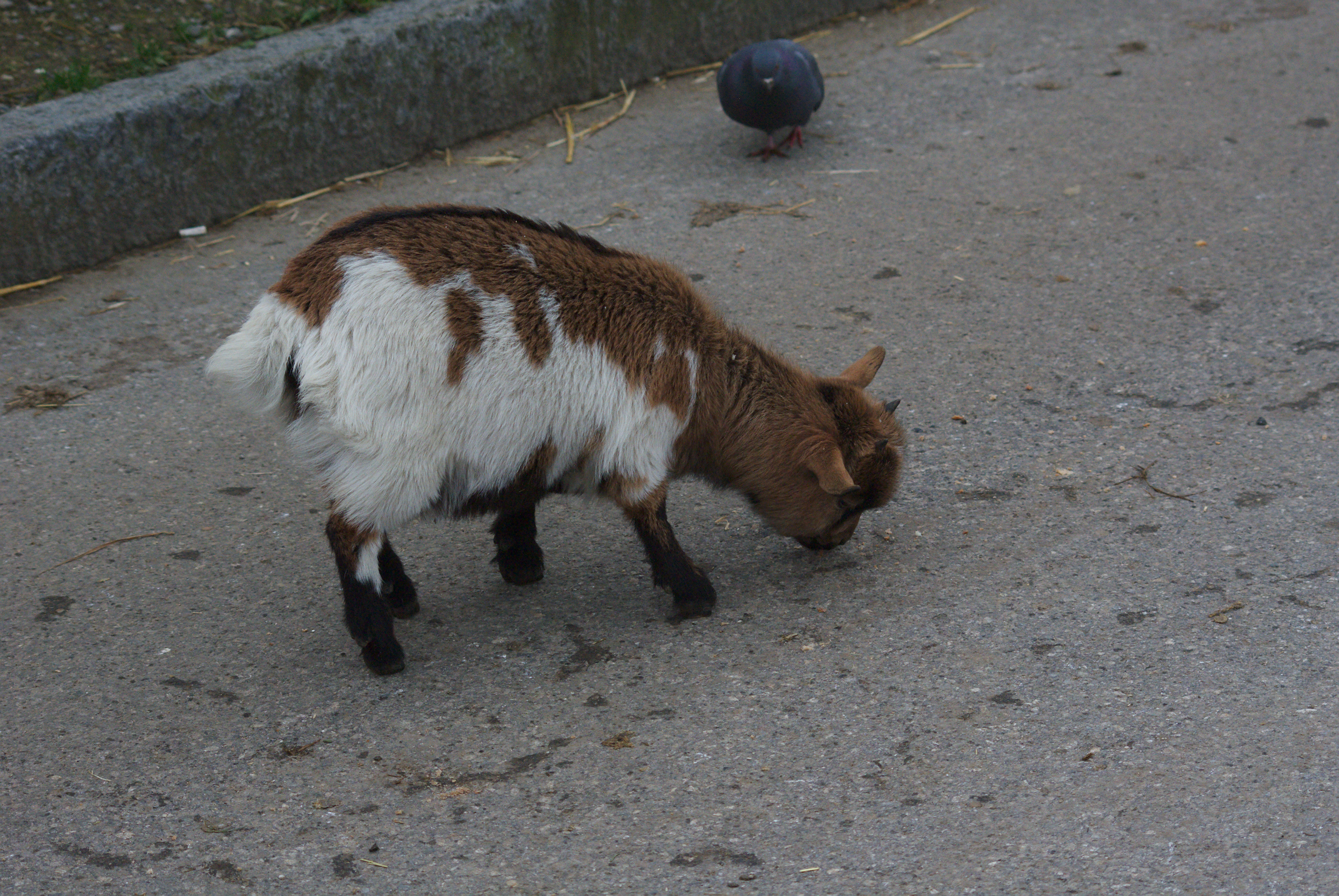
Chevreau pie chamoisé
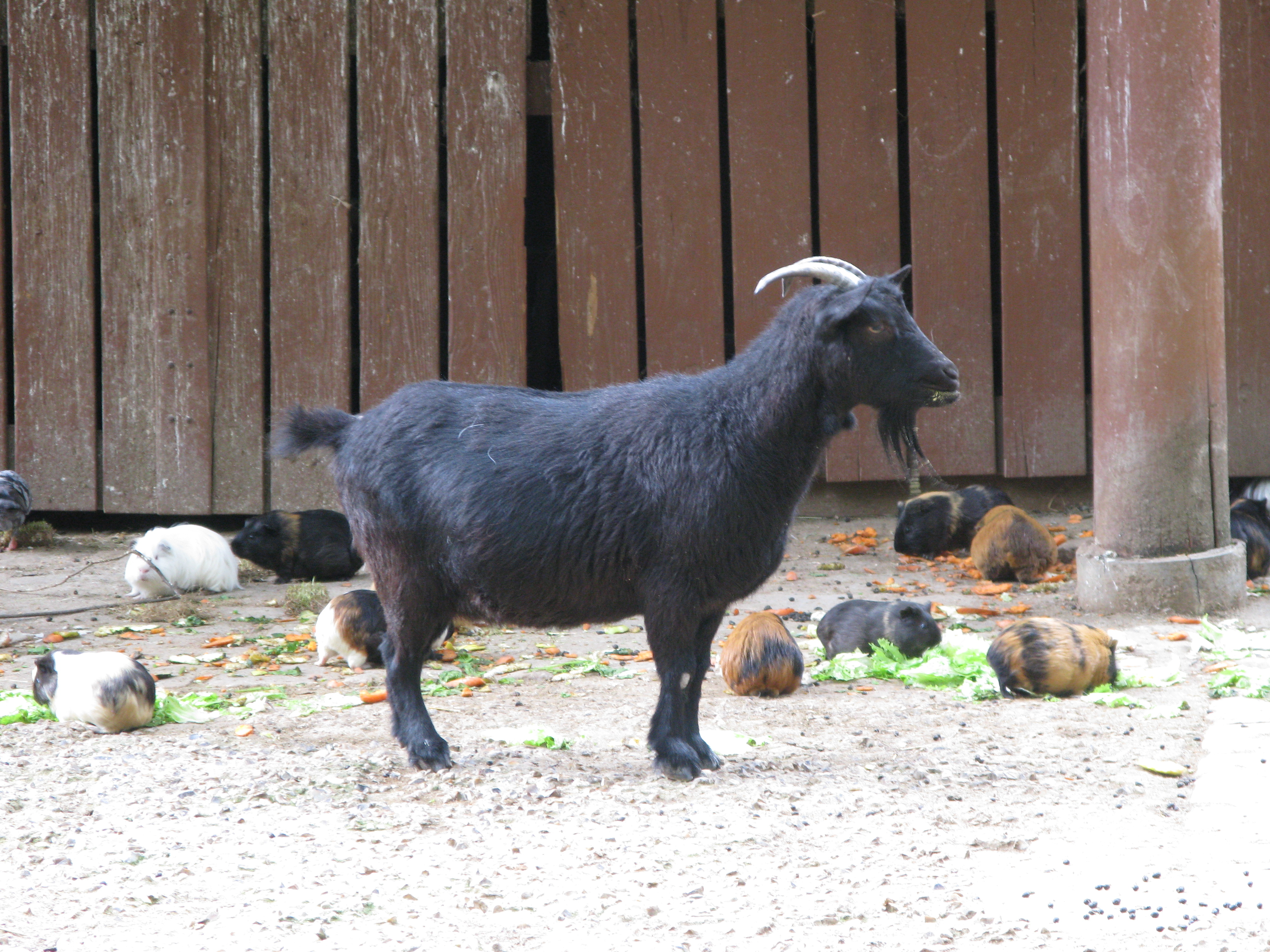
Chèvre noire
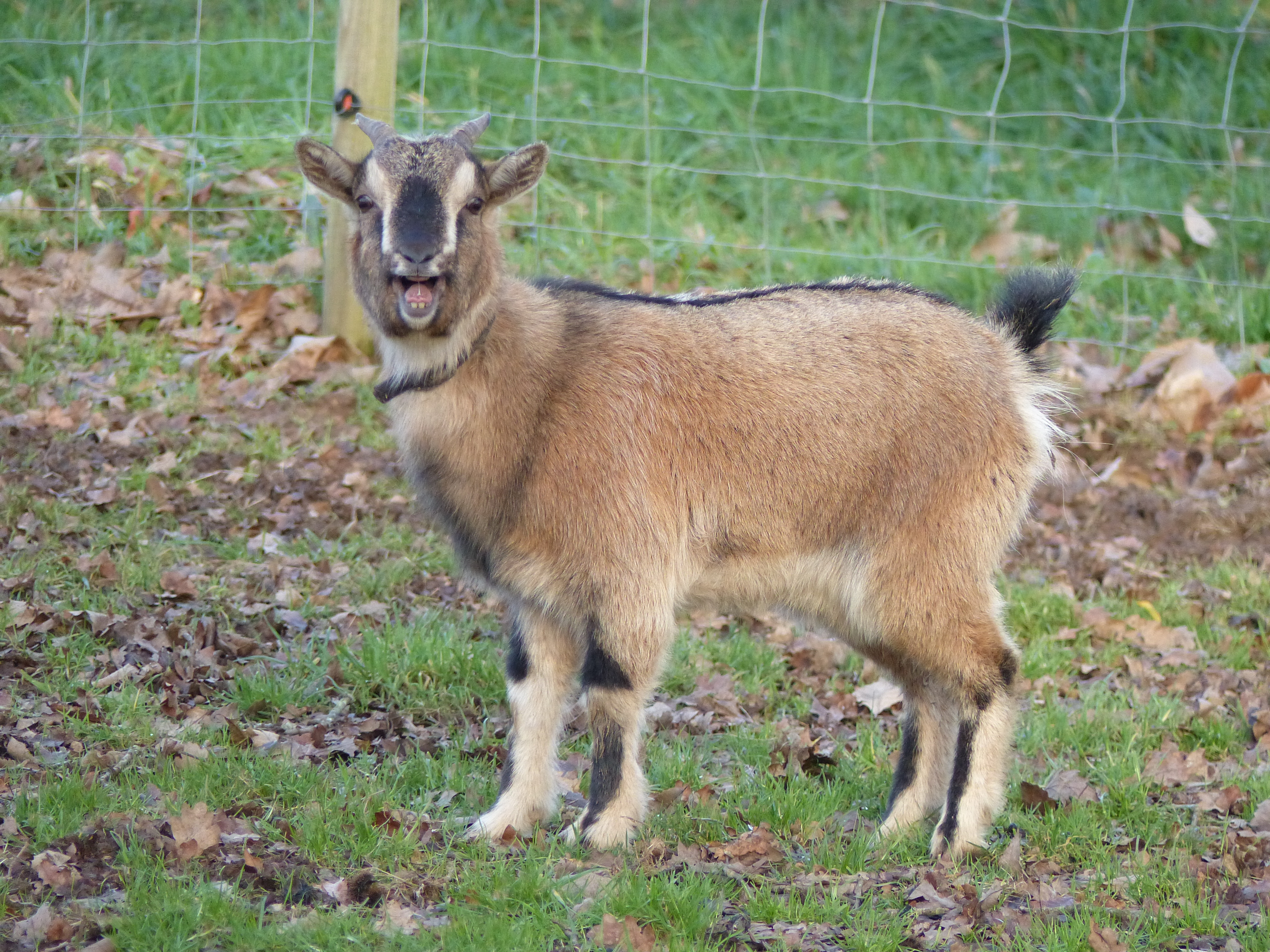
chèvre sauvage

### Alimentation
Les caprins sont des animaux très gourmands. Leur alimentation de base est l'herbe. C'est pour cela que durant l’hiver ou pendant les périodes où l'herbe est manquante, le foin peut remplacer l’herbe.
De plus, elles doivent avoir en permanence une pierre à sel pour les minéraux à disposition.
Les aliments principaux toxiques sont :
- les pommes de terre
- les tomates
- les choux
- le thuya
- le laurier
- le rhododendron
- l'if
- le yucca
- l'azalée

## Reproduction

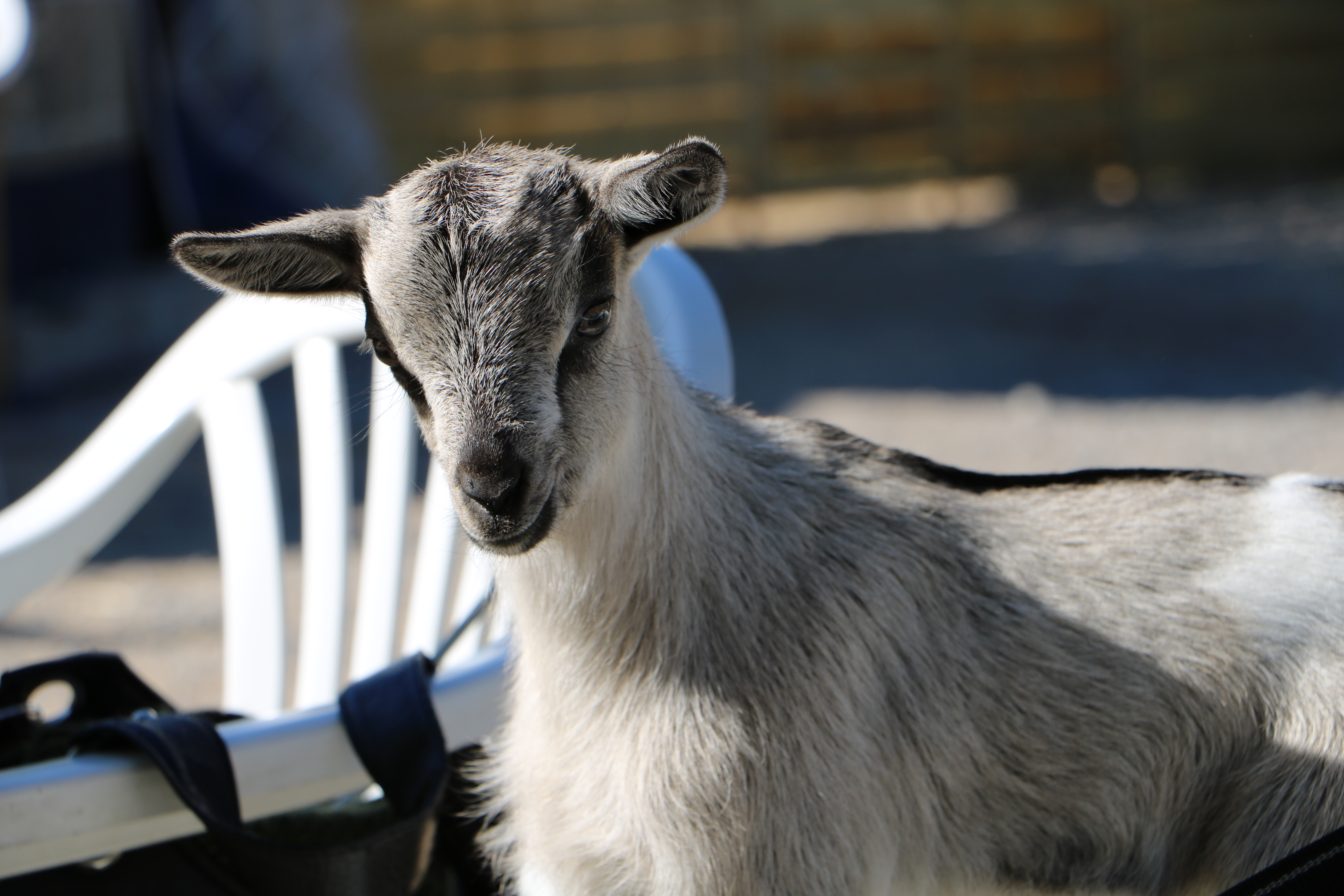
Chèvre naine à 15 jours

La maturité sexuelle de la chèvre naine varie fortement en fonction des individus et peut ainsi survenir entre 3 et 12 mois. Généralement, cela se produit vers 6-7 mois. Il est déconseillé de mettre à la reproduction une chèvre âgée de moins de 18 mois, cela peut ralentir sa croissance et/ou provoquer des problèmes lors de la mise bas.
À l'inverse des chèvres de grande taille dont la reproduction est saisonnée, les chèvres naines peuvent mettre bas à n'importe quelle période de l'année. Il est donc très important pour leur santé de séparer les mâles des femelles hors période de saillies pour ne pas épuiser ces dernières. Comme pour les autres chèvres, la durée de gestation est d'environ 150 jours (5 mois).
Les chaleurs des femelles durent environ 48 h et surviennent toutes les 3 semaines.
La chèvre naine est moins prolifique que sa cousine de grande taille et met généralement au monde un chevreau lors de sa première portée, puis deux lors des mises bas suivantes, toutefois il n'est pas impossible que des chèvres naines donnent naissance à plus de deux chevreaux.
Elle s'isole alors du reste du troupeau pour plus de tranquillité mais jamais trop loin car la solitude est un danger pour elles dans la nature. En élevage, il faut veiller à ce que la température ne soit pas trop basse lors des mises bas et dans le cas contraire prévoir une lampe chauffante afin de maximiser les chances de survie des petits.
À la naissance, le chevreau ne met pas très longtemps à se lever et à chercher les pis de sa mère. Son sevrage peut être réalisé dès ses 3 mois.

### Stérilisation
Souvent pratiquée chez les mâles, elle permet de supprimer les odeurs, les caractéristiques morphologiques du bouc entier (pas de barbiche, cornes moins épaisses et moins longues) et de tempérer le caractère.

## Habitat
Même si c'est un excellent animal de compagnie avec lequel on peut créer une belle complicité, la chèvre miniature est un animal d'extérieur. Il est ainsi fortement déconseillé de la détenir au sein d'une maison.
En tant qu'herbivore, la chèvre passe environ 8h par jour à s'alimenter de foin ou d'herbe. Ceci nécessite une certaine surface de prairie, on compte au minimum 400 m2 par chèvre miniature. Cette donnée est très importante, elle permet aussi une bonne gestion du parasitisme.
L'habitat doit aussi comporter un abri fermé sur quatre côtés.
Les chèvres étant des animaux grégaires à l'instinct de troupeau fort développé, il est nécessaire de les détenir à plusieurs.

## Sources
- chevresnaines.e-monsite.com
- Les Minis d'Ac - Accueillir des chèvres naines chez soi
- La Chèvre Naine - Les animaux de la Ferme Miniature
- alimentation et aliments toxiques